# Regions Morgan Keegan Championships and the Cellular South Cup 2009
Regions Morgan Keegan Championships and the Cellular South Cup 2009 - чоловічий і жіночий тенісний турнір, що проходив на кортах з твердим покриттям у Racquet Club of Memphis у Мемфісі (США). Це був 34-й за ліком Regions Morgan Keegan Championships і 24-й за ліком Cellular South Cup. Regions Morgan Keegan Championships належав до категорії 500 у рамках Туру ATP 2009, а Cellular South Cup належав до категорії International у рамках Туру WTA 2009. Обидва турніри тривали з 15 до 22 лютого 2009 року.

## Учасниці

### Сіяні учасниці
| Спортсменка       | Країна          | Рейтинг* | Сіяна |
| ----------------- | --------------- | -------- | ----- |
| Каролін Возняцкі  | Данія           | 12       | 1     |
| Вікторія Азаренко | Білорусь        | 14       | 2     |
| Луціє Шафарова    | Чехія           | 50       | 3     |
| Енн Кеотавонг     | Велика Британія | 52       | 4     |
| Марина Еракович   | Нова Зеландія   | 57       | 5     |
| Сабіне Лісіцкі    | Німеччина       | 59       | 6     |
| Алла Кудрявцева   | Росія           | 62       | 7     |
| Полін Пармантьє   | Франція         | 86       | 8     |

- Рейтинг подано станом на 16 лютого 2009.

### Інші учасниці
Нижче наведено учасниць, які отримали вайлд-кард на участь в основній сітці:
- Мішель Ларшер де Бріту
- Мелані Уден
- Александра Стівенсон

Нижче наведено гравчинь, які пробились в основну сітку через стадію кваліфікації:
- Єлена Докич
- Міхаелла Крайчек
- Шанелль Схеперс
- Алекса Ґлетч

## Учасники

### Сіяні учасники
| Спортсмен              | Країна    | Рейтинг* | Сіяний |
| ---------------------- | --------- | -------- | ------ |
| Енді Роддік            | США       | 6        | 1      |
| Хуан Мартін дель Потро | Аргентина | 7        | 2      |
| Джеймс Блейк           | США       | 13       | 3      |
| Робін Содерлінг        | Швеція    | 16       | 4      |
| Радек Штепанек         | Чехія     | 19       | 5      |
| Ігор Андрєєв           | Росія     | 22       | 6      |
| Марді Фіш              | США       | 21       | 7      |
| Сем Кверрі             | США       | 37       | 8      |

- Рейтинг подано станом на 16 лютого 2009.

### Інші учасниці
Нижче наведено учасниць, які отримали вайлд-кард на участь в основній сітці:
- Енді Роддік
- Маркос Багдатіс
- Дональд Янг

Нижче наведено гравчинь, які пробились в основну сітку через стадію кваліфікації:
- Кріс Гуччоне
- Дуді Села
- Зімон Гройль
- Кевін Кім

## Переможниці та фіналістки

### Чоловіки. Одиночний розряд
Енді Роддік —  Радек Штепанек, 7–5, 7–5
- Для Роддіка це був перший титул за сезон і 27-й — за кар'єру. Це була його друга перемога на цьому турнірі (перша була 2002 року).

### Одиночний розряд. Жінки
Вікторія Азаренко —  Каролін Возняцкі, 6–1, 6–3
- Для Азаренко це був 2-й титул за сезон і за кар'єру.

### Парний розряд. Чоловіки
Марді Фіш /  Марк Ноулз —  Тревіс Перротт /  Філіп Полашек, 7–6(9–7), 6–1

### Парний розряд. Жінки
Вікторія Азаренко /  Каролін Возняцкі —  Юліана Федак /  Міхаелла Крайчек, 6–1, 7–6(7–2)